# Данн, Эмма
Эмма Данн (англ. Emma Dunn, 26 февраля 1875, Биркенхед, Великобритания — 14 декабря 1966, Лос-Анджелес, Калифорния) — британская актриса.

## Биография
Эмма Данн родилась в Чешире, Англия, 26 февраля 1874 года. Свою карьеру на театральной сцене она начала в подростковом возрасте, а уже после окончания Королевского института исполнительных искусств состоялся её дебют на Вест-Энде. После переезда в США Данн продолжила актёрскую карьеру, появившись в 1906 году впервые на Бродвее, а в 1914 году дебютировав в кино. На большом экране актриса появилась почти в сотне фильмов, среди которых «Скандалы Джорджа Уайта 1935 года» (1935), «Стеклянный ключ» (1935), «Каждое утро я умираю» (1939), «Сын Франкенштейна» (1939), «Великий диктатор» (1940), «Мистер и миссис Смит» (1941) и «Весь город говорит» (1942).
Данн дважды была замужем, родила одного ребёнка и ещё одного усыновила. Актриса умерла от сердечного приступа 14 декабря 1966 года в Лос-Анджелесе, Калифорния.